# 오자키 유세이
오자키 유세이(일본어: 尾崎 優成, 2003년 7월 26일~)는 일본의 축구 선수이다.

## 구단 경력
그는 2022년 J1리그의 비셀 고베에 입단했다. 2024년 J2리그의 에히메 FC로 이적했다. 2025년 블라우블리츠 아키타로 이적했다.